# Linnea (namn)
Linnea eller Linnéa är ett kvinnonamn som kommer från Carl von Linnés släktnamn och är namnet på en växt uppkallad efter honom. Linnés släktnamn kommer i sin tur från en gammal lind som stod vid hans fädernegård.

## Användning
Namnet har stigit stadigt i popularitet sedan 1970-talet. År 2002 och 2003 låg Linnea på femte plats på listan över de vanligaste namnen på nyfödda i Sverige. År 2003 fick 3 526 flickor namnet, varav 873 fick det som tilltalsnamn. Den 31 december 2009 fanns det totalt 160 957 personer i Sverige med namnet Linnea eller Linnéa, varav 25 350 hade det som tilltalsnamn. År 2006 fick 854 flickor namnet Linnéa, vilket gjorde det till det 6:e populäraste namnet.
I Finlands befolkningsregister fanns år 2010 28 700 kvinnor med namnet Linnea eller Linnéa, varav 5134 flickor födda 2000–2009. Också enstaka män bär namnet. Namnet Nea eller Neea bärs av ytterligare 8619 kvinnor, Vanamo, det finska namnet på blomman, av drygt 500 kvinnor och 15–33 män. Åren 2010–2015 gavs de förstnämnda namnen åt 3595 kvinnor, de senare åt 1673 respektive 261.
I Norge har 2 883 kvinnor Linnea som första förnamn (enligt statistiken för 2010), de flesta av dem barn.

## Almanackan
Namnsdag: i Sverige 13 maj. I den finlandssvenska namnsdagslängden har Linnea namnsdag 3 augusti sedan 1950. Före det hade Linnea namnsdag 2 juli 1929–1949.

## Personer med namnet Linnea

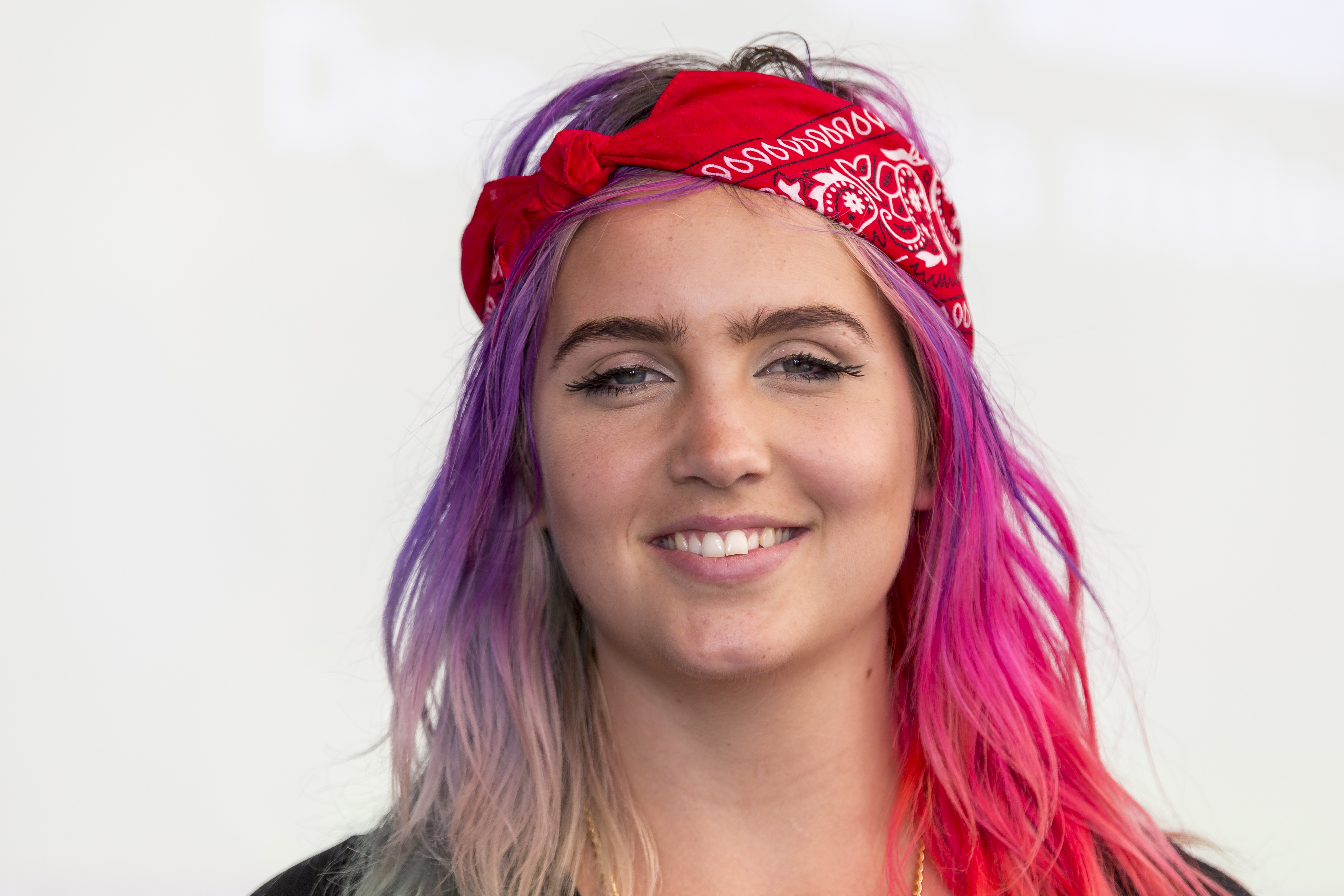
Den svenska handbollsspelaren och samhällsdebattören Linnéa Claeson.

- Linnéa Claeson, svensk handbollsspelare och samhällsdebattör
- Linnea Dale, norsk sångerska
- Linnéa Darell, svensk riksdagsledamot för dåvarande Folkpartiet
- Linnéa Edgren, svensk skådespelerska
- Linnéa Fjällstedt, svensk författare
- Linnea Henriksson, svensk sångerska
- Linnéa Hillberg, svensk skådespelerska
- Linnea Torstenson, svensk handbollsspelare
- Linnéa Wikblad, svensk radioprogramledare